# La Nave
La Nave er en italiensk stumfilm fra 1921 af Gabriellino D’Annunzio og Mario Roncoroni.

## Medvirkende
- Ida Rubinstein som Basiliola
- Alfredo Boccolini som Marco Gràtico
- Ciro Galvani som Sergio Gràtico
- Mary Cleo Tarlarini som Ema
- Mario Mariani som Traba